# Петровка (Половинский район)
Петровка — деревня в Половинском районе Курганской области России. Входит в состав Половинского сельсовета.

## География
Деревня находится на юго-востоке Курганской области, в пределах южной части Западно-Сибирской равнины, в лесостепной зоне, на расстоянии примерно 2 километров (по прямой) к югу от села Половинного, административного центра района. Абсолютная высота — 148 метров над уровнем моря.
Климат
Климат характеризуется как резко континентальный с недостаточным увлажнением, холодной малоснежной зимой и тёплым сухим летом. Среднегодовая температура — 2 °C. Средняя температура воздуха самого холодного месяца (января) составляет −17 °C (абсолютный минимум — −48 °С); самого тёплого месяца (июля) — 20 °C (абсолютный максимум — 41 °С). Годовое количество атмосферных осадков — 385 мм, из которых 234 мм выпадает в период с мая по сентябрь. Снежный покров держится в течение 150—160 дней.

## Население
| 1989 | 2002 | 2010 |
| ---- | ---- | ---- |
| 141  | ↗158 | ↘97  |

Гендерный состав
По данным Всероссийской переписи населения 2010 года в гендерной структуре населения мужчины составляли 43,3 %, женщины — соответственно 56,7 %.
Национальный состав
Согласно результатам Всероссийской переписи населения 2002 года, в национальной структуре населения русские составляли 78 %.